# Expert SE
Die Expert SE (Eigenschreibweise: expert SE) ist eine Handelsverbundgruppe für Unterhaltungselektronik, Informationstechnologie, Telekommunikation, Entertainment und Elektrohausgeräte mit Sitz in Langenhagen. Die Expert SE ist als deutsche Landesgesellschaft selbständiger Teil von Expert International.

## Geschichte

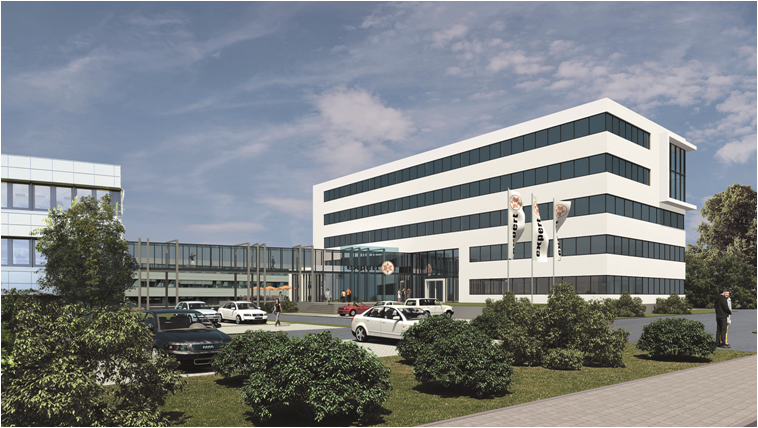
Zentrale der Expert SE in Langenhagen

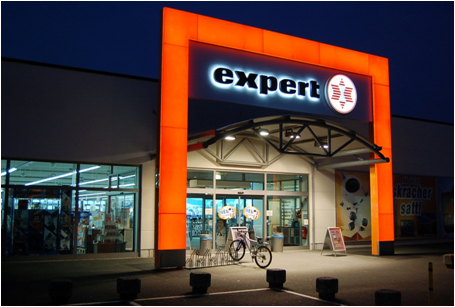
Außenaufnahme eines Expert-Fachmarkts

Die Expert-Gruppe wurde am 1. Juni 1962 als Handelsgesellschaft Bild + Ton in Hannover gegründet. 1967 wurde durch die deutsche Bild + Ton gemeinsam mit Einkaufsverbänden aus Schweden, Dänemark, Finnland, den Niederlanden und der Schweiz die Euroexpert-Gruppe Intercop GmbH, seit 1971 Expert International, mit Sitz in Zürich gegründet. Alle sechs Landesorganisationen einigten sich auf eine einheitliche Corporate Identity mit dem Namen Expert und einem Stern, der das X im Namen symbolisiert.
2013 wurden von der Rewe Group 18 Filialen des Elektrofachhändlers ProMarkt übernommen und in die Expert-Gruppe integriert. Am 14. Februar 2017 wandelte sich die Expert AG in eine Europäische Gesellschaft um und firmiert als Expert SE.

## Struktur
Die Expert SE besteht derzeit aus 180 Expert-Gesellschaftern mit insgesamt 378 Standorten in Deutschland. Darunter fallen 9 TK-Spezialisten, 84 Fachgeschäfte und 285 Fachmärkte. Die Gesamtverkaufsfläche der Kooperation beträgt 449.000 m². Die Gesellschafter sind gleichzeitig auch Aktionäre der Expert SE.
Weitere Gesellschaften der Expert SE:
- Expert Warenvertrieb GmbH mit Sitz in Hannover-Langenhagen bildet die Zentrale der Expert-Gruppe. Hier sind das gesamte Dienstleistungsangebot und das Lagergeschäft verankert. Die Expert-Fachhändler werden aus dem 13.000 Quadratmeter großen Expert Fulfillment Center beliefert, das Anfang 2022 in Betrieb gegangen ist. Im zurückliegenden Geschäftsjahr bezogen die Expert-Gesellschafter rund 50 Prozent ihrer Waren über den gruppeneigenen Großhandel.
  - KOOP Veranstaltungs GmbH. Die KOOP Veranstaltungs-GmbH ist zuständig für die Organisation und Durchführung der Frühjahrsmesse.
- Expert Wachstums- und Beteiligungs SE. Im Jahr 1999 wurde die 100-prozentige Tochterfirma der expert SE zur langfristigen Standortsicherung gegründet. Die expert Wachstums- und Beteiligungs SE bildet das organisatorische Dach für zentrale Gesellschaften innerhalb der expert-Gruppe. Dazu gehört unter anderem die expert Technik SE & Co. KG, die auf die Betreuung von Elektrogroßinstallateuren spezialisiert ist. Die expert ARFA Kommunikationsgeräte GmbH wurde im Oktober 2024 im Rahmen einer gesellschaftsrechtlichen Umstrukturierung vollständig mit der expert Wachstums- und Beteiligungs SE verschmolzen. Darüber hinaus bündelt die Gesellschaft die Einzelhandelsaktivitäten unter anderem der expert e-Commerce GmbH, der expert Octomedia GmbH, der expert Handels GmbH Süd-West & Co. KG, der expert Bielinsky GmbH, der expert Leipzig GmbH, der expert Handels GmbH West & Co. KG sowie der Bening Beteiligungs GmbH & Co. KG mit ihren verbundenen Unternehmen. Die expert Wachstums- und Beteiligungs SE betreibt insgesamt 65 Fachmärkte in Eigenregie.
  - Expert Technik SE & Co. KG: Die Expert Technik SE & Co. KG wurde 1981 gegründet und ist eine Kooperation großer mittelständischer Elektro-Installationsunternehmen, deren 42 Gesellschafter an über 85 Standorten über 9.000 Mitarbeiter beschäftigen und einen Umsatz von über 1,2 Mrd. € jährlich erwirtschaften. Die Mitglieder sind bundesweit vertreten und durch ihre Projekte immer auf dem neusten Stand der Technik – innovative Dienstleistungen und Produkte zeichnen die Mitglieder aus.
  - Expert e-Commerce GmbH: Im Jahr 2011 wurde die Expert e-Commerce GmbH im Rahmen der Expert Multichannel Strategie gegründet. Sie verantwortet den Online-Auftritt sowie die e-Commerce Aktivitäten der Unternehmensgruppe. Ihre Zielsetzung hierbei ist, das Online-Geschäft als sinnvolle Ergänzung zum stationären Handel zu etablieren. Die Expert e-Commerce GmbH wirkt an der sukzessiven Weiterentwicklung der Expert SE zu einem Multichannel-Unternehmen mit.
  - Expert Octomedia GmbH: Am 1. April 2011 übernahm die Expert-Gruppe die beiden Fachmärkte der Octomedia & Co. KG in Rastatt und Bühl. Hierzu gründete die Expert Wachstums- und Beteiligungs SE ein Tochterunternehmen – die Expert Octomedia GmbH. Seit dem 1. April 2016 gehört zusätzlich der Standort Lahr zu Octomedia. Zum 1. März 2017 wurde der Standort Waldshut-Tiengen übernommen. In der Expert Octomedia GmbH bündelt Expert nun insgesamt vier süddeutsche Regiebetriebe. Sitz der Expert Octomedia GmbH ist Rastatt.
  - Expert Handels GmbH Süd-West & Co. KG: Seit dem 1. Juni 2013 gehören die Standorte des Schwäbisch Haller Familienunternehmens HEM Vertriebs GmbH zur expert-Gruppe. Hierzu gründete die Expert Wachstums- und Beteiligungs SE eine Tochter, die Expert Handels GmbH Süd-West & Co. KG mit insgesamt zehn Standorten.
  - Expert Bielinsky GmbH: Im Rahmen eines Share-Deals hat die Expert Wachstums- und Beteiligungs SE im Geschäftsjahr 2020/2021 die Expert Bielinsky GmbH als Tochterunternehmen erworben, um die zwei Expert-Standorte in Bonn und Bad Neuenahr zu sichern und erfolgreich als Teil der Expert-Gruppe fortzuführen.
  - Expert Leipzig GmbH: Auch die Expert-Leipzig GmbH wurde zur Sicherung von Expert-Standorten gegründet und umfasst einen Expert-Fachmarkt in Leipzig.
  - Expert Handels GmbH West & Co. KG: Zum 1. Januar 2023 wurden die acht Elektronikfachmärkte der Media Park | GmbH & Co. KG in Soest in die Expert-Gruppe aufgenommen. Die Standorte in Beckum, Bochum, Bottrop, Brilon, Coesfeld, Detmold und Soest wurden zum Jahreswechsel 2024 durch die Expert Handels GmbH & Co. KG übernommen. Die Fachmärkte in Detmold und Coesfeld wurden inzwischen erfolgreich in Gesellschafterhand übergeben.
  - Expert Handels GmbH: Am 6. April 2000 eröffnete die Expert Handels GmbH ihren ersten Expert-Fachmarkt in Nienburg und legte damit den Grundstein für eine erfolgreiche Unternehmensgeschichte. Mittlerweile werden 17 Fachmärkte durch die eHG betrieben.
  - Bening Beteiligungs GmbH & Co. KG: Im Rahmen der Nachfolgeregelung erwarb die Expert Wachstums- und Beteiligungs SE zum 1. April 2017 eine Mehrheitsbeteiligung an ihrem Gesellschaft Expert Bening. So konnte der Verbleib der insgesamt 25 Standorte innerhalb der Expert-Gruppe sichergestellt werden.

- Die Expert Versicherungs-Service GmbH (kurz: eVSG) ist eine Tochtergesellschaft der Expert SE. Seit 1979 betreut und berät sie als unabhängiger Makler die Expert-Gesellschafter und Mitglieder sowie weitere Verbundgruppen in allen Versicherungsfragen. Unter dem Dach der eVSG firmiert als einhundertprozentige Tochter die VGV Versicherungsmakler für gewerbliche Verbundgruppen GmbH, die als Spezial-Versicherungsmakler für Verbundgruppen und Kooperationen aus dem Handel und der Elektrobranche agiert. Durch eVSG und die Tochtergesellschaft VGV werden derzeit rund 1.300 Firmen- und über 3.500 Privatkunden betreut, über 18.000 Verträge verwaltet und über 2.000 Neuschäden pro Jahr bearbeitet. Das Prämienvolumen aller verwalteter Verträge beträgt über 25 Millionen Euro.
  - Die VGV Versicherungsmakler für gewerbliche Verbundgruppen GmbH ist seit dem 1. August 2012 eine 100-prozentige Tochter der Expert Versicherungs-Service GmbH. Ihr Ziel ist es, den Mitgliedsunternehmen gewerblicher Verbundgruppen die umfangreichen Vorteile der Versicherungsberatung und -betreuung, Risikoanalyse, Bedarfsermittlung und Schadenbearbeitung zur Verfügung zu stellen.[8][6]

Die Umwandlung zur Societas Europaea (SE) ist seit dem 14. Februar 2017 rechtskräftig.

## Umsatzzahlen
Im Geschäftsjahr 2018/2019 betrug der Innenumsatz zu Industrieabgabepreisen ohne Umsatzsteuer 2,14 Milliarden Euro. Dies entspricht einem leichten Rückgang um 0,5 Prozent im Vergleich zum Vorjahr. Das Geschäftsjahr 2019/2020 lag mit 2,08 Milliarden Euro Innenumsatz leicht darunter. Im Geschäftsjahr 2020/2021 konnten wiederum 2,213 Milliarden Euro erwirtschaftet werden, was einem Anstieg von rund 6,5 Prozent im Vergleich zum Vorjahr entspricht. Im Geschäftsjahr 2021/2022 konnten 2,3 Milliarden Euro erwirtschaftet werden und man lag damit um 3,3 Prozent über dem Vorjahreswert. Im Geschäftsjahr 2022/2023 wurde mit einem Innenumsatz von 2,24 Milliarden Euro ein leichtes Minus verzeichnet. Das Geschäftsjahr 2023/2024 verzeichnet ebenfalls einen leichten Rückgang und liegt mit seinem Innenumsatz bei 2,23 Milliarden Euro. Mit 2,15 Milliarden Euro verzeichnet die Verbundgruppe zwar einen erneuten Rückgang des Innenumsatzes zum Ende des Geschäftsjahres 2024/2025, dennoch hat expert diese Phase für strukturelle Weiterentwicklungen genutzt: mit klarer Ertragsoptimierung und einem starken Fokus auf die Bedürfnisse der Kunden.